# Chris Horner

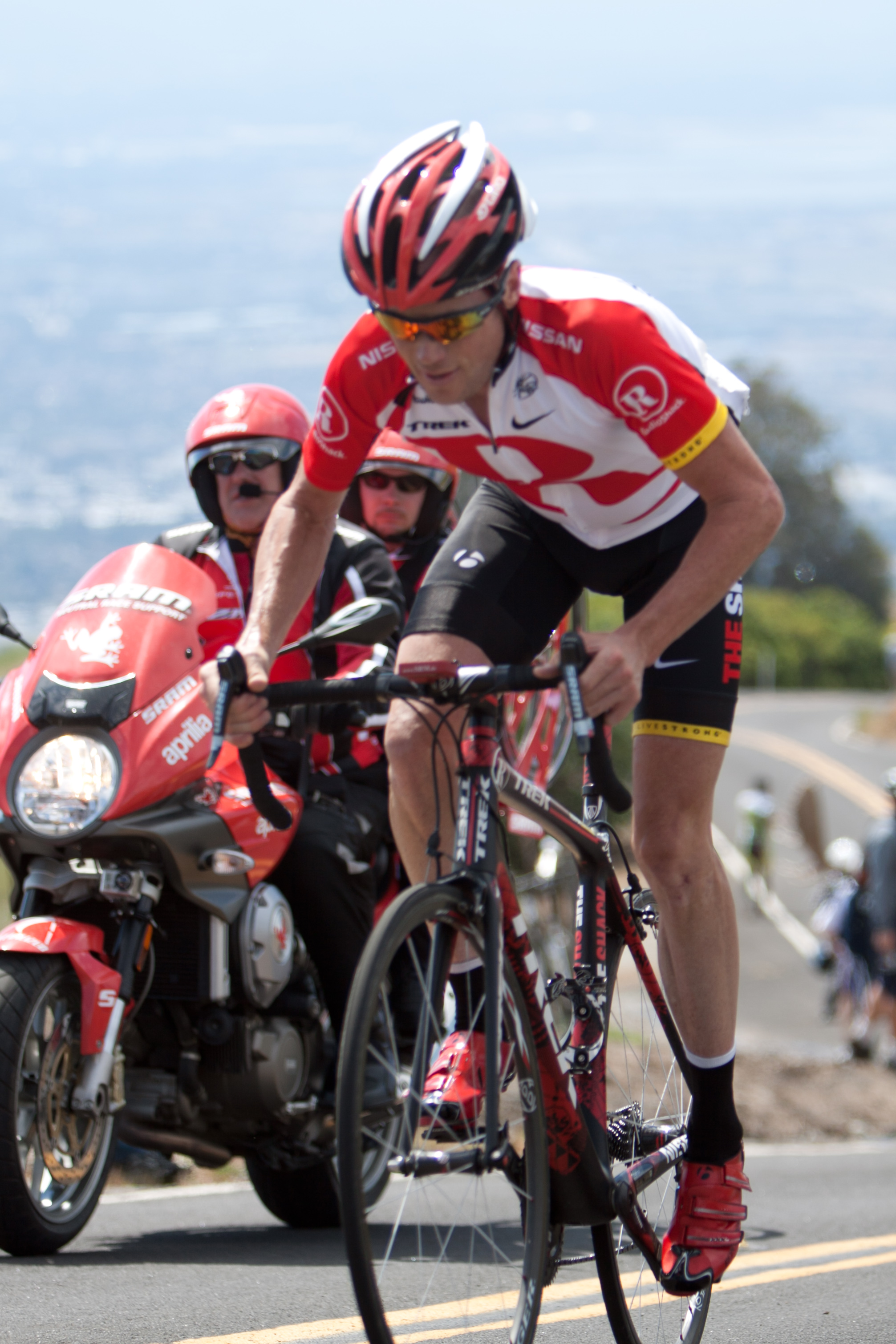
Chris Horner på den fjärde etappen under 2011 års Tour of California.

Christopher Horner, född 23 oktober 1971 i Ginowan, Okinawa, är en amerikansk professionell tävlingscyklist som säsongen 2014 tävlade för det italienska stallet Lampre-Merida.

## Karriär
Chris Horner blev professionell 1995 med det amerikanska stallet NutraFig och har sedan dess tävlat för en rad olika amerikanska och europeiska proffsstall. 2000 vann Horner sitt första etapplopp då han segrade i Tour de Langkawi i Malaysia. 2003 cyklade han hem segern i Tour de Georgia, 7 sekunder för landsmannen Fred Rodriguez.
2005 cyklade Horner sin första Grand Tour då han medverkade i Tour de France och slutade på 33:e plats i sammandraget. Han har därefter deltagit i ett flertal Grand Tours, inkluderat både Giro d'Italia och Vuelta a España, med en nionde plats i sammandraget från 2010 års Tour de France som bästa resultat.
2010 segrade Horner i etapploppet Baskien runt, 7 sekunder före spanjoren Alejandro Valverde. Horner vann den sjätte och sista etappen, en 22 kilometer lång tempoetapp i Orio, Guipúzcoa, 8 sekunder före Valverde.
2011 vann Horner etapploppet Tour of California 38 sekunder för stallkamraten i Team RadioShack Levi Leipheimer. Horner lade grunden till totalsegern då han vann den 131,6 kilometer långa fjärde etappen mellan Livermore och San Jose 1 minut och 15 sekunder före Andy Schleck, Rory Sutherland och Levi Leipheimer.
2013 tog Horner sin största seger genom den historiska vinsten i Vuelta a España. Han är därmed den äldste vinnaren av en Grand Tour.

## Privatliv
Chris Horner föddes på Okinawa, Japan, men växte upp i San Diego, Kalifornien. Han har ett hem i Bend, Oregon, där han bor med fru och tre barn.

## Meriter
- Tour de Langkawi – 2000
- Tour de Georgia – 2003
- Baskien runt – 2010
- Tour of California – 2011
- Vuelta a España – 2013

### Resultat i Grand Tours
| Grand Tour | 2005 | 2006 | 2007 | 2008 | 2009 | 2010 | 2011 | 2012 | 2013 | 2014 |
| ---------- | ---- | ---- | ---- | ---- | ---- | ---- | ---- | ---- | ---- | ---- |
| Giro       | -    | -    | -    | -    | X    | -    | -    | -    | -    | -    |
| Tour       | 33   | 64   | 15   | -    | -    | 9    | X    | 13   | -    | 17   |
| Vuelta     | -    | 20   | 36   | -    | X    | -    | -    | -    | 1    | -    |

X = Bröt loppet

## Stall
- NutraFig 1995–1996
- Française des Jeux 1997–1999
- Mercury Cycling Team 2000–2001
- Prime Alliance Cycling Team 2002
- Saturn Cycling Team 2003
- Webcor Cycling Team 2004
- Saunier Duval-Prodir 2004–2005
- Davitamon-Lotto 2006–2007
- Astana Team 2008–2009
- Team RadioShack 2010–2011
- RadioShack-Nissan-Trek 2012–2013
- Lampre-Merida 2014–